# (4787) Shulʹzhenko
(4787) Shulʹzhenko (1986 RC7) – planetoida z pasa głównego asteroid okrążająca Słońce w ciągu 3,39 lat w średniej odległości 2,26 j.a. Odkryta 6 września 1986 roku.